# Ogniwo paliwowe ze stałym tlenkiem

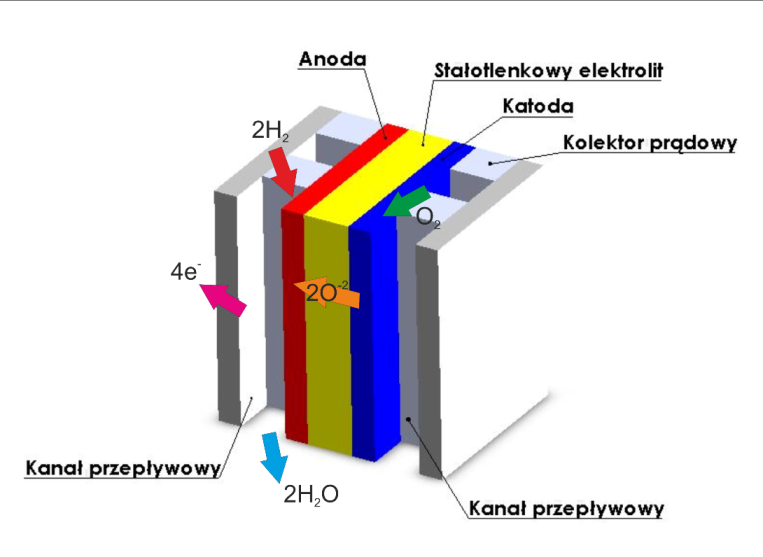
Zasada działania ceramicznego tlenkowego ogniwa paliwowego (SOFC)

Ogniwo paliwowe ze stałym tlenkiem, stałotlenkowe ogniwo paliwowe, ogniwo paliwowe z zestalonym elektrolitem tlenkowym, SOFC (z ang. Solid Oxide Fuel Cell) – ogniwa paliwowe charakteryzujące się zastosowaniem stałego materiału tlenkowego jako elektrolitu.
Wymagają wysokiej temperatury pracy (ok. 600–1000 °C). Ciepło uzyskiwane za pomocą tego ogniwa może być wykorzystane w kogeneracji. Początkowo znaczne wymiary, wysoka temperatura pracy i znaczny czas rozruchu ograniczały zastosowanie ogniw SOFC do rozwiązań do stałej zabudowy. Późniejszy rozwój technologiczny pozwolił na zastosowanie tego typu ogniw również w transporcie.
Produkcją ogniw tlenkowych zajmują się następujące firmy: Siemens (Niemcy), Rolls-Royce (Wielka Brytania), Ballard, Cummins & McDermott, Honeywell (USA), Sulzer Innotec (Szwajcaria), Topsoe Fuel Cell (Dania), Kyocera (Japonia). Od 2004 r. ogniwa SOFC produkuje się również w Polsce, m.in. przez spółkę HydrogenTech i w Instytucie Energetyki. Realizowane w Polsce prace związane z ogniwami SOFC dotyczą badań podstawowych, prac o charakterze aplikacyjnym oraz budowy i badania układów energetycznych z tymi ogniwami.

## Budowa i zasada działania
Elektrolitem najczęściej stosowanym w ogniwach SOFC jest tlenek cyrkonu (ZrO2) domieszkowany tlenkiem itru (Y2O3), który w temperaturze powyżej 800 °C zaczyna przewodzić poprzez mechanizm transportu wolnych anionów tlenkowych (O2-). Ponadto materiał ten jest wystarczająco dobrym izolatorem z punktu widzenia przewodnictwa elektronowego, co zapobiega rozładowywaniu ładunku powstałego pomiędzy elektrodami bezpośrednio poprzez elektrolit. Anodę w najczęściej spotykanych rozwiązaniach stanowi porowaty tzw. cermet niklowy (Ni-YSZ) lub kobaltowy (Co-YSZ). W rozwiązaniu tym nikiel jest katalizatorem reakcji utleniania paliwa (wodoru) natomiast YSZ pełni dwojaką funkcję: pozwala dostosować rozszerzalność termiczną anody oraz zapewnia transport jonów tlenowych. Katodę w najczęściej spotykanych rozwiązaniach stanowi perowskit (La,Sr)MnO3.
Paliwem w tych ogniwach może być CO, H2, węglowodory (np. CH4), jak również alternatywne nośniki energii, w tym eter dimetylowy (DME) oraz biogaz.
Kierunkiem rozwoju ogniw SOFC jest obniżanie temperatury pracy poniżej 700 °C a nawet poniżej 600 °C. Dzięki temu można zastosować, w miejsce złożonych stopów wysokochromowych, stalową konstrukcję elementów nośnych stosu z ogniwami SOFC. Umożliwia to poprawę szczelności i osiągnięcie hermetyczności ogniw zgrupowanych w stosie ogniw paliwowych.
Reakcje zachodzące w ogniwie są następujące:
Katoda: O
2 + 4e−
 → 2O2−

Anoda: 2H
2 + 2O2−
 → 2H
2O + 4e−

Etapy pracy ogniwa:
- absorpcja cząsteczki tlenu na katodzie oraz 2 cząsteczek wodoru na anodzie,
- jonizacja 2 atomów tlenu na katodzie oraz jonizacja 4 atomów wodoru do 4 protonów na anodzie,
- migracja 2 anionów tlenu przez elektrolit od katody do anody,
- rekombinacja na anodzie 2 anionów tlenu i 4 protonów do 2 cząsteczek wody i jej wydalenie.

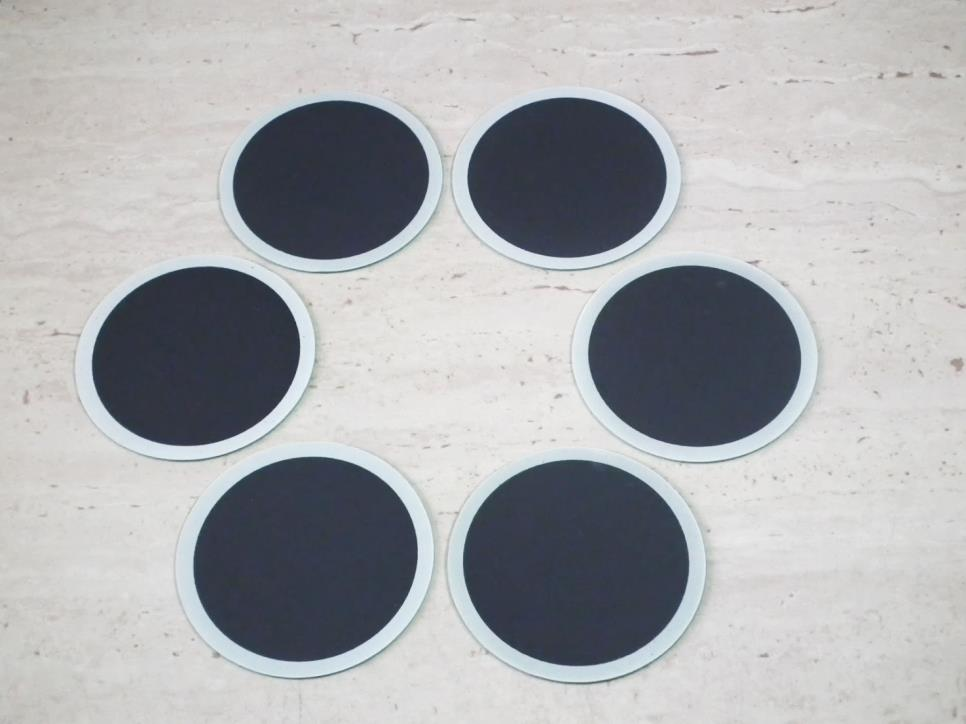
Przykład ogniw SOFC wytwarzanych w Polsce - ogniwa o średnicy 80 mm opracowane w Instytucie Energetyki

Ogniwa tlenkowe charakteryzują się następującymi zaletami: nie zawierają płynów, są dynamiczne i bardzo trwałe, mogą bowiem pracować ponad 13 000 godzin, a dzięki wysokiej temperaturze można przeprowadzić reforming paliwa (konwersje do wodoru) wewnątrz samego ogniwa, bez konieczności stosowania dodatkowych zespołów zewnętrznych ze specyficznymi i drogimi katalizatorami. W ogniwach tych nie jest również konieczny obieg CO2, który jest nieodzowny w ogniwach węglanowych (MCFC).
Ogniwa tlenkowe mają wady, z których najważniejsze to: wysoka temperatura pracy, która wywołuje duże naprężenia mechaniczne i kłopoty z uszczelnianiem, duża oporność elektrolitu, która ma wpływ na zmniejszenie sprawności ogniwa.
Jednym z kluczowych kierunków rozwoju technologii ogniw stałotlenkowych jest zastosowanie niskokosztowych technik wytwarzania, które mogą umożliwić znaczącą redukcję kosztu jednostkowego. Przekłada się to bezpośrednio na możliwość redukcji kosztu ogniwa. W tym zakresie, przełomowym rozwiązaniem jest zastosowanie metody wtrysku wysokociśnieniowego ceramiki. Technologia ta stanowi analogię do metod masowego wytwarzania elementów wykonanych z tworzyw sztucznych, których docelowy kształt jest uzyskiwany poprzez zastosowanie dedykowanej matrycy-formy, do której wtryskiwany jest materiał. 